# Sharon Center
Sharon Center es un lugar designado por el censo ubicado en el condado de Medina en el estado estadounidense de Ohio. En el Censo de 2020 tenía una población de 918 habitantes y una densidad poblacional de 74,94 habitantes por km². Fue incluido como CDP en el censo de 2020.

## Geografía
Sharon Center se encuentra ubicado en las coordenadas 41°4′52″N 81°44′48″O / 41.08111, -81.74667. Según la Oficina del Censo de los Estados Unidos,  tiene una superficie total de 12,25 km², todos correspondientes a tierra firme.